# Jesse Huta Galung
Jesse Huta Galung (* 6. října 1985, Haarlem) je nizozemský profesionální tenista. Ve své dosavadní kariéře na okruhu ATP World Tour nevyhrál žádný turnaj. Na challengerech ATP a okruhu Futures získal k srpnu 2011 šestnáct titulů ve dvouhře.
Na žebříčku ATP byl nejvýše ve dvouhře klasifikován v červnu 2011 na 110. místě a ve čtyřhře pak v červnu 2009 na 193. místě. K roku 2011 jej trénovali Keluin Nieberg a Willem Jan van Hulst.

## Finále na okruhu ATP Tour

### Čtyřhra

#### Finalista (1)
| Č. | Datum             | Turnaj     | Povrch | Spoluhráč     | Vítězové                       | Výsledek |
| 1. | 20. července 2008 | Amersfoort | antuka | Igor Sijsling | František Čermák Rogier Wassen | 7–5, 7–5 |

## Tituly na challengerech ATP a okruhu Futures
| Legenda (tituly) |
| ---------------- |
| Challengery (5)  |
| Futures (11)     |

### Dvouhra

#### Vítězství (16)
| Č.  | Datum              | Turnaj              | Povrch  | Soupeř ve finále   | Výsledek                 |
| 1.  | 17. května 2004    | Lleida              | antuka  | Tomislav Peric     | 7–6(7–3), 6–3            |
| 2.  | 22. srpna 2005     | Unterföhring        | antuka  | Dominik Meffert    | 7–6(7–3), 0–6, 6–3       |
| 3.  | 29. srpna 2005     | Alphen aan den Rijn | antuka  | Max Raditschnigg   | 7–6(7–2), 7–6(4)         |
| 4.  | 5. září 2005       | Enschede            | antuka  | Torsten Popp       | 6–0, 2–0 skreč           |
| 5.  | 27. února 2006     | Šenžen              | tvrdý   | Go Soeda           | 6–3, 6–2                 |
| 6.  | 11. září 2006      | Almere              | antuka  | Antal van der Duim | 6–2, 6–3                 |
| 7.  | 26. října 2009     | Antalya             | antuka  | Andrei Mlendea     | 6–1, 6–1                 |
| 8.  | 2. září 2009       | Antalya             | antuka  | Andrei Mlendea     | 3–0 RET                  |
| 9.  | 30. listopadu 2009 | Kuala Lumpur        | tvrdý   | Marin Bradaric     | 7–6, 6–3                 |
| 10. | 17. ledna 2010     | Schwieberdingen     | koberec | Gilles Müller      | 6–2, 6–7(4–7), 6–3       |
| 11. | 7. března 2009     | Antalya             | antuka  | Éric Prodon        | 7–6(7–4), 6–0            |
| 12. | 3. září 2007       | Alphen aan den Rijn | antuka  | Augustin Gensse    | 6–4, 6–7(9–11), 7–6(7–4) |
| 13. | 7. července 2008   | Scheveningen        | antuka  | Diego Hartfield    | 6–3, 6–4                 |
| 14. | 22. března 2009    | Caltanissetta       | antuka  | Thiemo de Bakker   | 6–2, 6–3                 |
| 15. | 15. srpna 2010     | Trani               | antuka  | Filippo Volandri   | 7–6(7–3), 6–4            |
| 16. | 12. září 2010      | Alphen aan den Rijn | antuka  | Thomas Schoorel    | 6–7, 6–4, 6-4            |